# Supercoppa italiana 1998
Supercoppa italiana 1998 byl jedenáctý ročník soutěže o trofej Supercoppa italiana, tedy o italský fotbalový Superpohár. Střetly se v něm týmy Juventus FC jakožto vítěz Serie A ze sezony 1997/98 a celek SS Lazio, který se ve stejné sezoně (tj. 1997/98) stal vítězem italského fotbalového poháru Coppa Italia.
Zápas se odehrál 29. srpna 1998 v italském městě Turín na Stadio delle Alpi. Zápas vyhrál a prvně získal tuhle trofej klub SS Lazio.

## Detaily zápasu
| 29. srpen 1998 20:30 |        |                                   |                                                                  |
| Juventus FC          | 1 – 2  | SS Lazio                          | Stadio delle Alpi, Turín diváci: 16 500 rozhodčí: Roberto Bettin |
| Del Piero 87' (pen)  | Report | 37' Nedvěd 90+4' Sérgio Conceição | Stadio delle Alpi, Turín diváci: 16 500 rozhodčí: Roberto Bettin |

| Juventus FC | SS Lazio |

| G              | 1  | Angelo Peruzzi        |     |     |
| D              | 15 | Alessandro Birindelli |     | 60' |
| D              | 19 | Igor Tudor            |     |     |
| D              | 13 | Mark Iuliano          |     |     |
| D              | 17 | Gianluca Pessotto     |     |     |
| C              | 20 | Alessio Tacchinardi   |     |     |
| C              | 14 | Didier Deschamps      |     | 46' |
| C              | 26 | Edgar Davids          |     | 77' |
| C              | 21 | Zinédine Zidane       |     |     |
| A              | 10 | Alessandro Del Piero  |     |     |
| A              | 9  | Filippo Inzaghi       | 64' |     |
| Náhradníci:    |    |                       |     |     |
| G              | 12 | Michelangelo Rampulla |     |     |
| D              | 6  | Dimas Teixeira        |     | 77' |
| C              | 5  | Fabio Pecchia         |     |     |
| C              | 7  | Angelo Di Livio       |     | 60' |
| C              | 8  | Antonio Conte         |     |     |
| C              | 18 | Jocelyn Blanchard     |     |     |
| A              | 11 | Daniel Fonseca        |     | 46' |
| Trenér:        |    |                       |     |     |
| Marcello Lippi |    |                       |     |     |

| G                   | 1  | Luca Marchegiani  |  |     |
| D                   | 24 | Fernando Couto    |  | 77' |
| D                   | 6  | Giovanni López    |  |     |
| D                   | 11 | Siniša Mihajlović |  | 84' |
| D                   | 3  | Stefano Lombardi  |  |     |
| C                   | 14 | Sérgio Conceição  |  |     |
| C                   | 23 | Giorgio Venturin  |  |     |
| C                   | 21 | Iván de la Peña   |  |     |
| C                   | 18 | Pavel Nedvěd      |  | 55' |
| A                   | 10 | Roberto Mancini   |  |     |
| A                   | 9  | Marcelo Salas     |  |     |
| Náhradníci:         |    |                   |  |     |
| G                   | 22 | Marco Ballotta    |  |     |
| D                   | 17 | Guerino Gottardi  |  | 77' |
| C                   | 4  | Dario Marcolin    |  | 84' |
| C                   | 20 | Dejan Stanković   |  | 55' |
| C                   | 26 | Roberto Baronio   |  |     |
| A                   | 7  | Roberto Rambaudi  |  |     |
| A                   | 8  | Igor Protti       |  |     |
| Trenér:             |    |                   |  |     |
| Sven-Göran Eriksson |    |                   |  |     |